# ساموئل اسکیاوینا
ساموئل اسکیاوینا (ایتالیایی: Samuele Schiavina; ۵ ژوئن ۱۹۷۱ – ۲۶ اکتبر ۲۰۱۶) دوچرخه‌سوار اهل ایتالیا بود.